# Philipp Gerlach
Johann Philipp Gerlach (* 24. Juli 1679 in Spandau; † 17. September und bestattet am 21. September 1748 in Berlin-Cölln) war ein preußischer Architekt. Viele bedeutende Barockbauten in Berlin und Potsdam, vor allem aus der Epoche des „Soldatenkönigs“ Friedrich Wilhelm I., gehen auf ihn zurück.

## Biografie

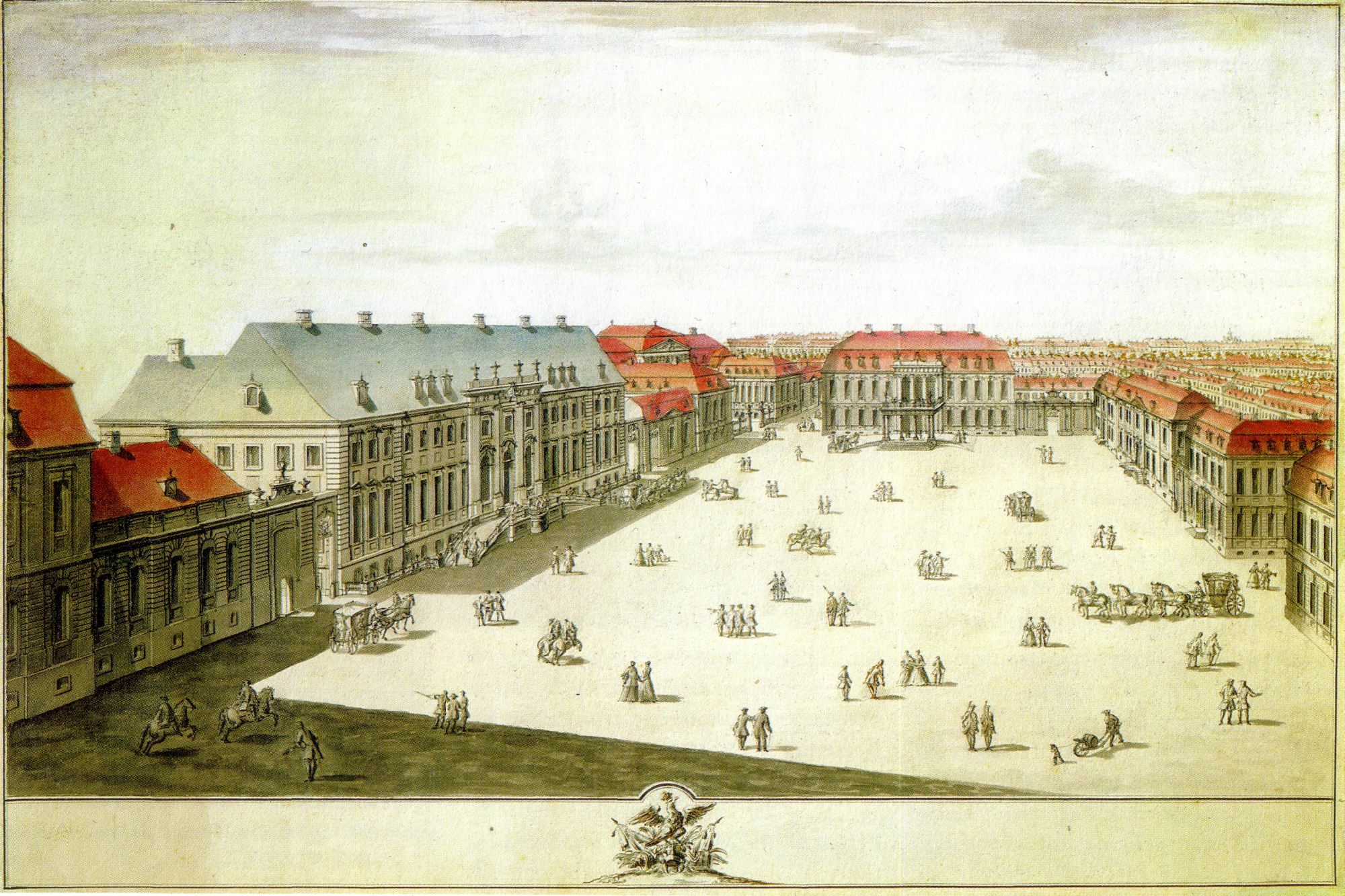
Links vorn: Gold- und Silbermanufaktur,
daneben Palais Marschall (mit bläulichem Dach),
am Wilhelmplatz, Berlin

1707 wurde Gerlach als Nachfolger Martin Grünbergs königlicher Baudirektor und Leiter des Bauwesens in Berlin. 1720 berief ihn König Friedrich Wilhelm I. zum Oberbaudirektor der königlichen Residenzen und übertrug ihm damit die Verantwortung für das gesamte staatliche Bauwesen einschließlich des Brücken- und Festungsbaues. 1733 gestaltete Gerlach das Kronprinzenpalais um. 1734/35 baute er das Kollegienhaus/Kammergericht. Außerdem leitete er den Bau des Turmes der Parochialkirche in Berlin. An der Wilhelmstraße in Berlin baute er nebeneinander die Gold- und Silbermanufaktur sowie das Palais Marschall.
Auch die Gestaltung der drei großen Plätze der Friedrichstadt, Pariser Platz (Quarree), Leipziger Platz (Oktogon) und Mehringplatz (Rondell), geht auf ihn zurück. Außer in Berlin war Gerlach auch in Potsdam tätig. Die von ihm entworfene Potsdamer Garnisonkirche, deren Ruine 1968 gesprengt wurde und die momentan wiederaufgebaut wird, war sein Hauptwerk als Architekt.
Im April 1737 nahm er aus gesundheitlichen Gründen seinen Abschied aus dem preußischen Staatsdienst. Sein Nachfolger als Oberbaudirektor war Titus de Favre. Gerlach war der bedeutendste preußische Architekt zwischen dem Berliner Schloßbaumeister Andreas Schlüter und dem Beginn des Friderizianischen Rokoko mit Georg Wenzeslaus von Knobelsdorff ab 1740, neben Jean de Bodt.

## Familie
Gerlachs Vater Philipp Gerlach (getauft am 14. Mai 1647 in Oranienburg) war Zeug-Bauschreiber, danach Zeugwärter, später Stückhauptmann oder Kapitän bei der Artillerie und Militärbaumeister. Gerlachs Mutter Eva Maria Siegert (oder Sigart) war eine Tochter von Tobias Siegert (1631–1680), brandenburg. Zollverwalter und Ziesemeister in Spandau, Sohn des Bartholomäus Siegert, Erb- und Lehnrichter in Steinbach/Erzgebirge, und Ursula Schumann. Verheiratet waren sie seit dem 5. Februar 1677. Philipp Gerlach d. Ä., wie er zur Unterscheidung genannt wurde, baute in Berlin das Kommandantenhaus an der Bastion 10 (später Neue Friedrichstraße 22/23). Er wurde am 27. Juni 1716 beigesetzt.
Großvater Christoph Gerlach (* in Zweibrücken; † in Oranienburg) war verheiratet seit 1640 in der Marienkirche, Berlin, mit Ursula Quistorp (getauft am 3. November 1622 in der Nikolaikirche, Berlin). Kurfürst Friedrich Wilhelm hatte das Lehnschulzengericht dem Heidereuter in Oranienburg Christoph Gerlach zu Lehn gegeben, und dieser sich nach und nach auch das Recht angemaßt, im Mühlensee (Mölmersee) mit dem großen Garn zu fischen. Am 21. November 1651 tauschte der Kurfürst die dem Schloss Oranienburg gegenüber liegende Bürgerstelle des Heidereiters Christoph Gerlach ein, um dort ein Jagdzeughaus zu errichten. Der Heidereiter, später mit dem Titel Landjäger versehen, verwaltete die im Amt gelegenen Forsten. Das um 1653 errichtete Jagdzeughaus beherbergte unter anderem die Diensträume des Landjägers.
Urgroßvater Philipp Gerlach (* 14. Februar 1581 in Zweibrücken; † 1649 in Küstrin in der Neumark) war Oberforstmeister der Neumark in Küstrin.

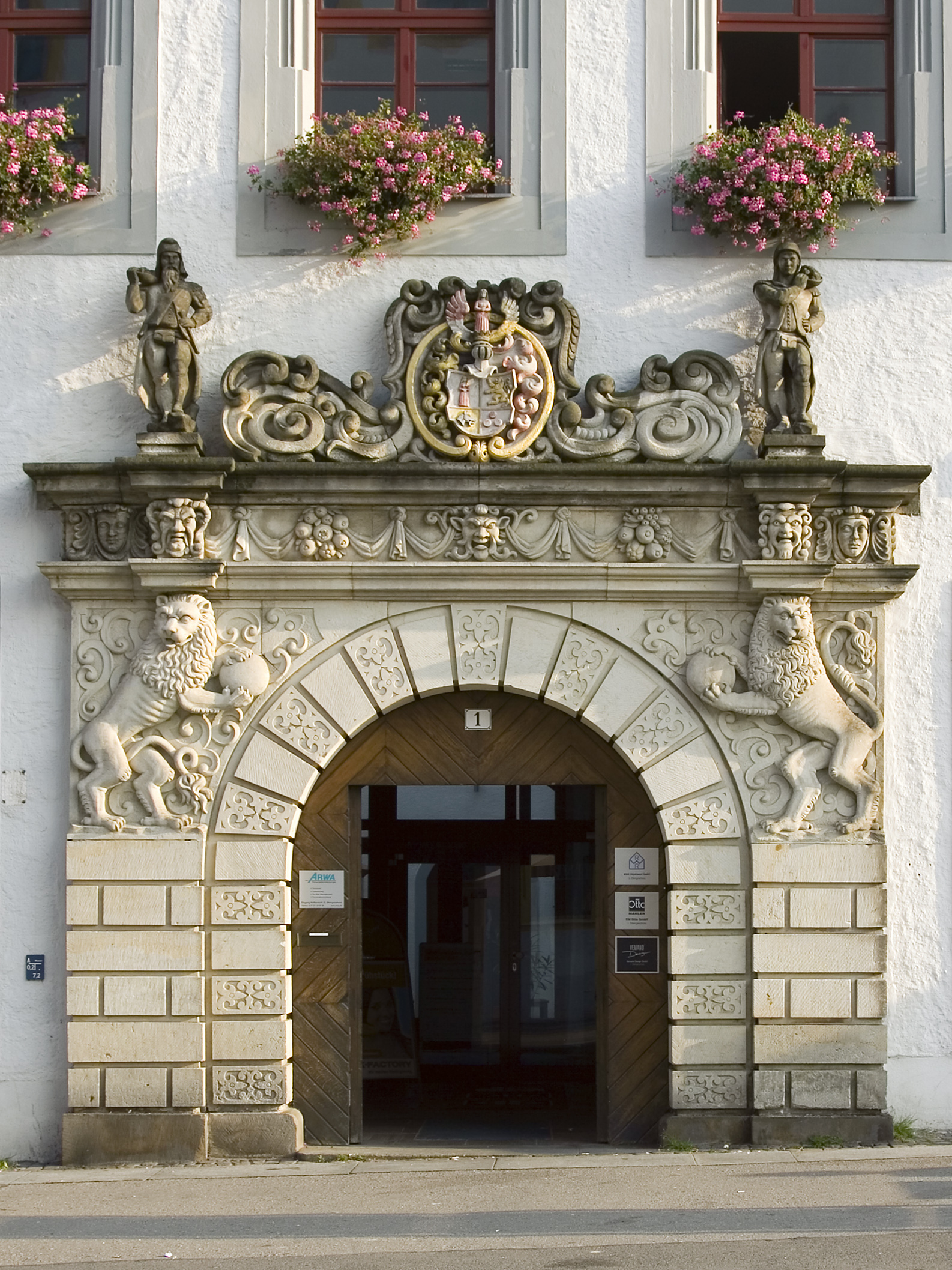
Das Schönlebe-Haus, Markt 1 in Freiberg

Gerlach hatte mehrere Geschwister: Eva Catharina (* 17. November 1681 in Spandau) war verheiratet seit 16. April 1707 in Fürstenwalde mit Georg Roth (* 1674 in Leutschau; † 17. September 1723 in Stade), Mathematiker, Theologe, Pädagoge, Professor und Rector am Athenäum zu Stade.
Loysa Sophia (* 13. Dezember 1685 in Spandau) war verheiratet mit Georg Christoph Lindemann (* 17. August 1682 in Seegefeld; † 15. September 1755 ebenda), Pastor in Seegefeld und Falkenhagen.
Catharina Elisabeth (getauft am 11. Juni 1696 in Berlin; † 3. Oktober 1735 in Freiberg) war verheiratet seit dem 27. August 1724 mit Dr. med. Johann Gottlieb Naumann (* 21. März 1695 in Freiberg; † 15. Februar 1756 in Freiberg), kgl. poln. & kursächs. Berg-Kommission-Rat, wie auch Land-, Stadt-, Berg-Hütten und Saiger-Hütten Physikus, und med. Arzt in Freiberg, Besitzer des Schönlebe-Hauses, Obermarkt 1 in Freiberg. Sie hinterließ 6 Söhne, einer davon war Philipp Joseph Naumann (* 1728 in Freiberg; † 25. Dezember 1808 in Mittweida), Bürgermeister von Mittweida, kurfürstl. sächs. Hofjäger und Oberförster der Ämter Frankenberg mit Sachsenburg und Neusorge.

## Werke
- 1707–1727 Weiterführung und eigene Bearbeitung des von Martin Grünberg entworfenen und 1697 begonnenen Friedrichs-Hospitals mit Kirche in der Stralauer Straße (1905 abgebrochen)
- 1710–1713 Charlottenburger Stadtkirche, spätere Luisenkirche, Gierkeplatz, (von Martin Böhme vollendet, 1821 von Karl Friedrich Schinkel mit neuem Turm versehen)
- 1712/13 Sophienkirche, Große Hamburger Straße (Turm nach Entwurf von Johann Friedrich Grael)
- 1713/14 Turm der Parochialkirche, Klosterstraße
- 1718 Palais an der Burgstraße für General von Montargues (1762/63 zum Palais Itzig umgebaut, 1858 abgerissen)
- 1720–1733 (möglicherweise) Entwurf für Schloss Schwerinsburg, Vorpommern[13]
- 1721–1722 Garnisonkirche in Berlin, heute Anna-Louisa-Karsch-Straße (1816 Umbau durch Rabe, 1863 durch August Stüler, nicht mehr vorhanden)
- 1721–1724 Stadtkirche St. Nikolai in Potsdam, Alter Markt (1795 abgebrannt)
- 1724 Rathaus und Hauptwache in Prenzlau (nicht mehr vorhanden)
- 1725–1731 Jerusalemkirche, Lindenstraße/Ecke Jerusalemer Straße (1878 von Edmund Knoblauch weitgehend neu gebaut, nicht mehr vorhanden)
- 1727/28 Hauptwache am Neuen Markt/Ecke Rosenstraße (1857 von August Stüler umgebaut, nicht mehr vorhanden)
- 1730/31 Palais von Sydow, Münzstraße (1774 von Carl Gotthard Langhans umgebaut, 1857 abgerissen)
- 1731–1735 Garnisonkirche in Potsdam, Breite Straße (nicht mehr vorhanden, Turm wird derzeit wieder aufgebaut)
- 1732 Umbau des Kronprinzenpalais, Unter den Linden (1857 durch Heinrich Strack verändert, 1945 Ruine, 1968–1972 rekonstruiert)
- 1732/33 sogenanntes „Haus des starken Mannes“, Zimmerstraße/Ecke Charlottenstraße (1888 abgebrochen)
- 1733 Petrikirche, Petriplatz (abgebrochen)
- 1733–1735 Kollegienhaus (Kammergericht) in der Lindenstraße, heute Jüdisches Museum Berlin
- 1734/35 Geschäftshaus Splitgerber, später Schickler, Gertraudenstraße 16 (nicht mehr vorhanden)
- 1735–1737 Palais von Goerne, Wilhelmstraße 72 (1817 von Karl Friedrich Schinkel umgebaut, 1852 von August Hahnemann umgebaut, nicht mehr vorhanden)
- 1735 Brandenburger Tor (1788 abgerissen für den Neubau von Carl Gotthard Langhans)
- 1735–1737 Gold- und Silbermanufaktur, Wilhelmstraße 79 (1928 für die Hauptverwaltung der Deutschen Reichsbahn umgebaut, nicht mehr vorhanden)
- 1735–1737 Palais von der Groeben, Leipziger Straße 3 (1899 abgerissen für den Neubau des Herrenhauses)
- 1736 Palais Marschall, Wilhelmstraße 78 (1872 abgerissen) 1735/36 (56)
- 1736–39 (möglicherweise) Schloss Meseberg, für Graf Hermann von Wartensleben
- 1737 (vermutlich) Palais Wartensleben am Quarré, heute Pariser Platz (1847 abgetragen), für Graf Friedrich Ludwig von Wartensleben
- 1737 (vermutlich) Palais Neuendorf am Quarré, heute Pariser Platz (1844 abgetragen)

## Bilder

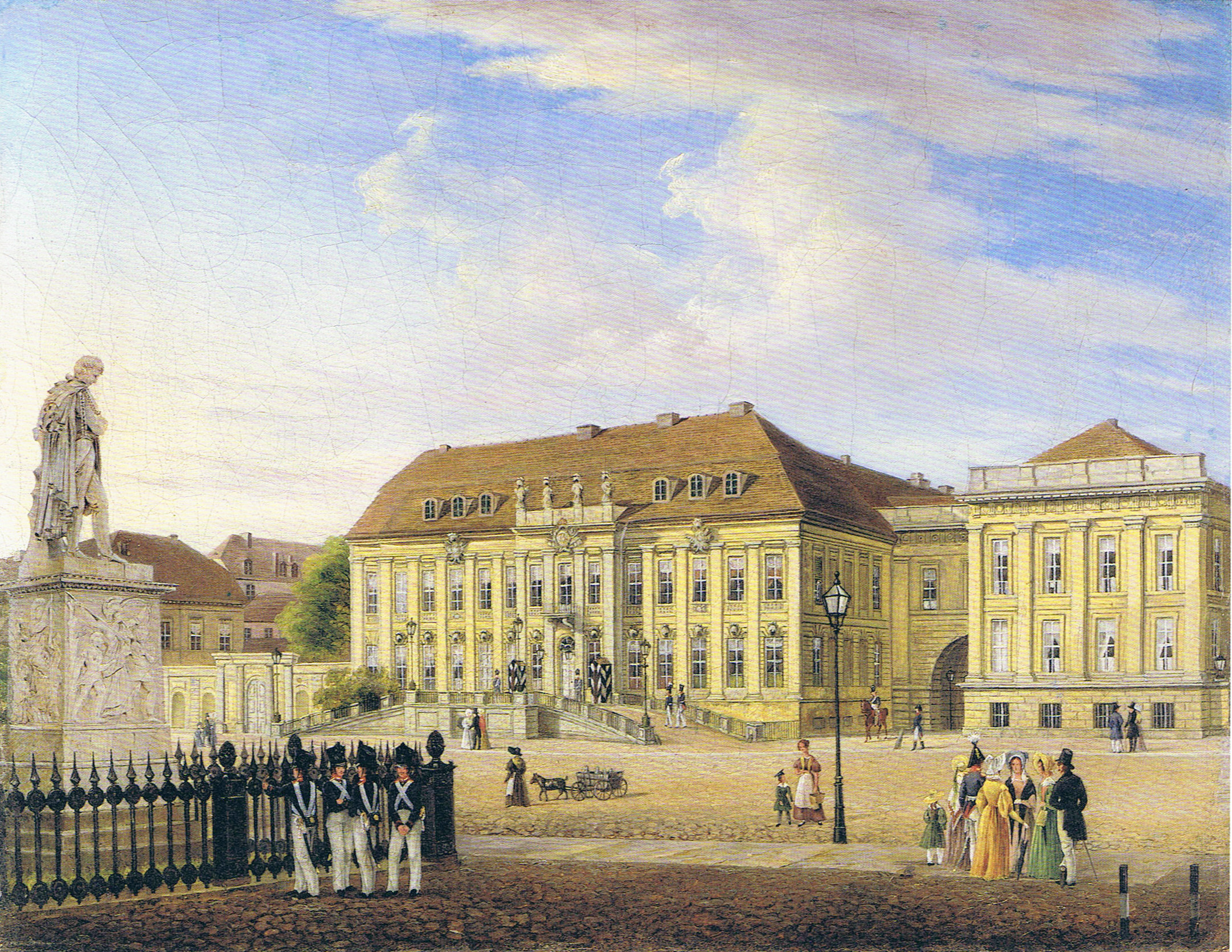
Kronprinzenpalais, Berlin (1838)
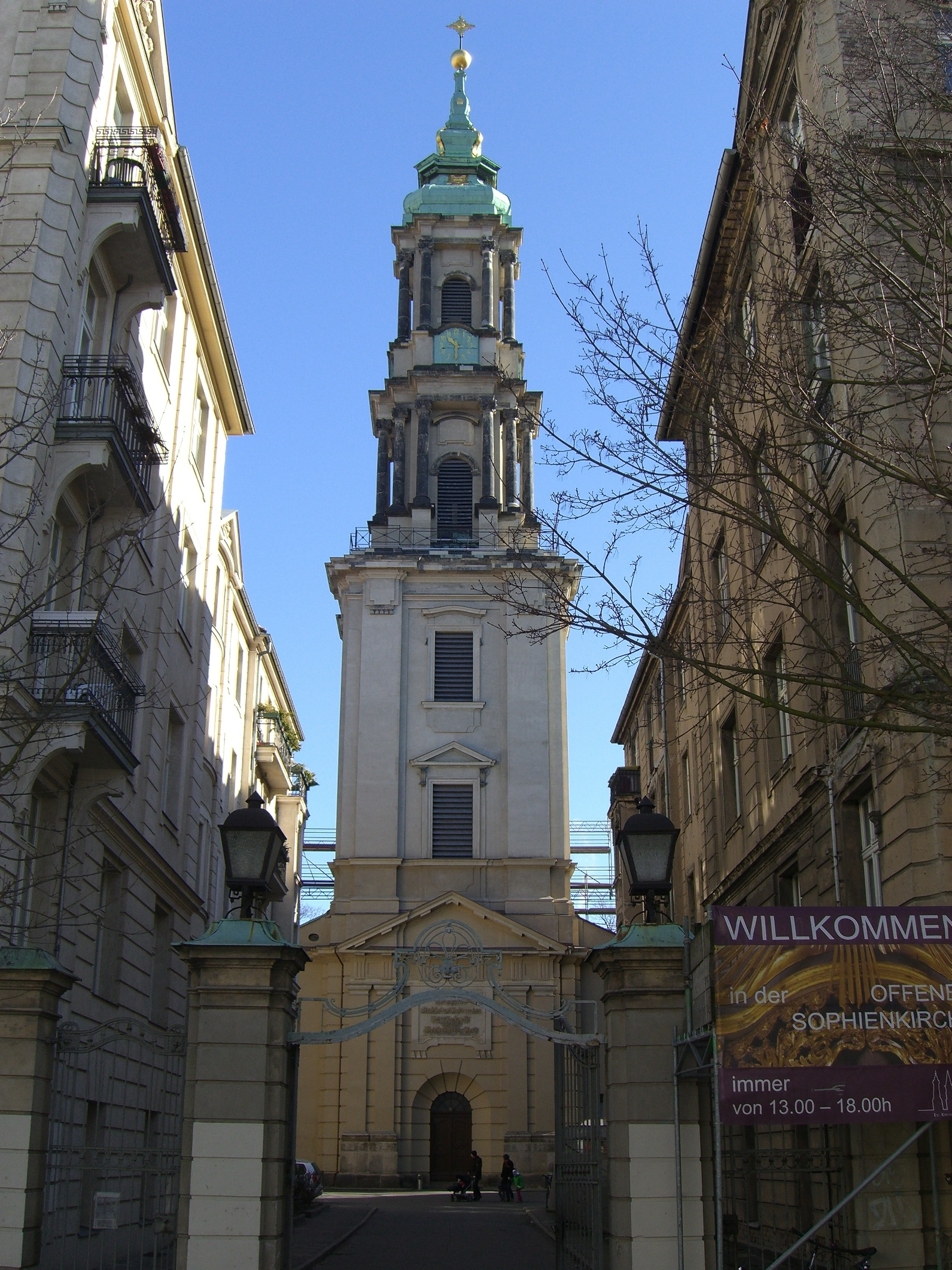
Sophienkirche, Berlin
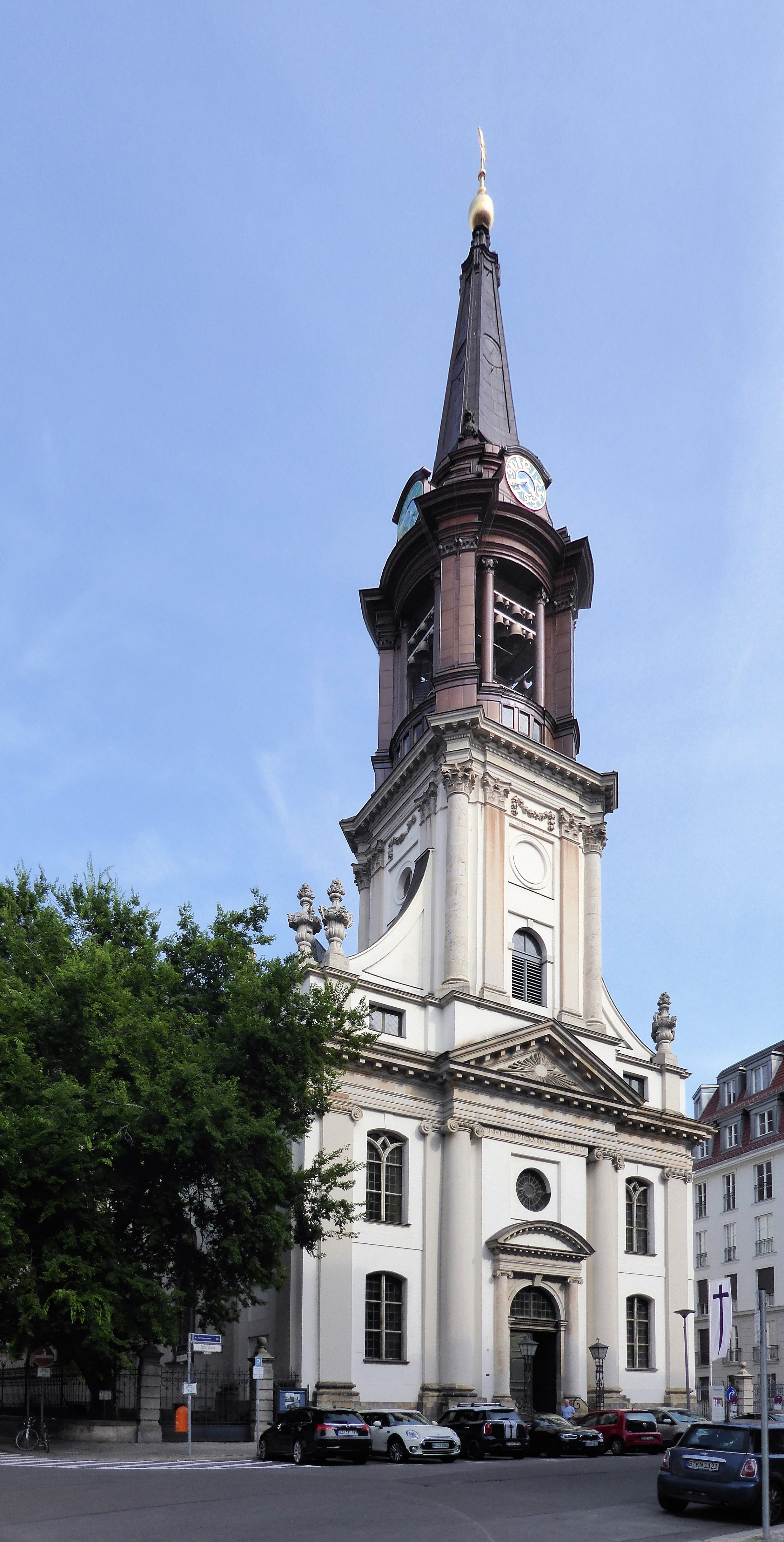
Parochial-Kirche, Berlin
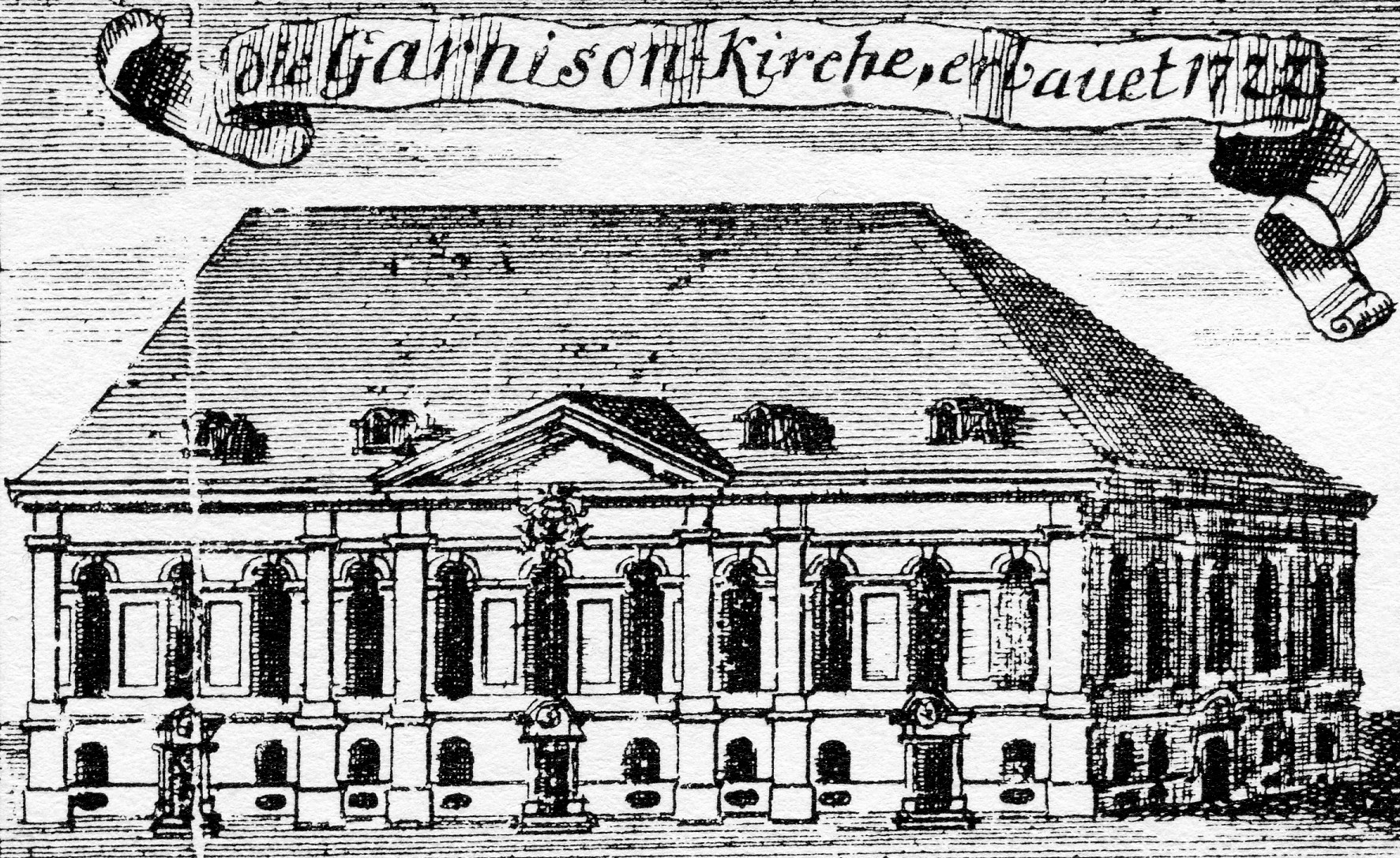
Berliner Garnisonkirche (1736)
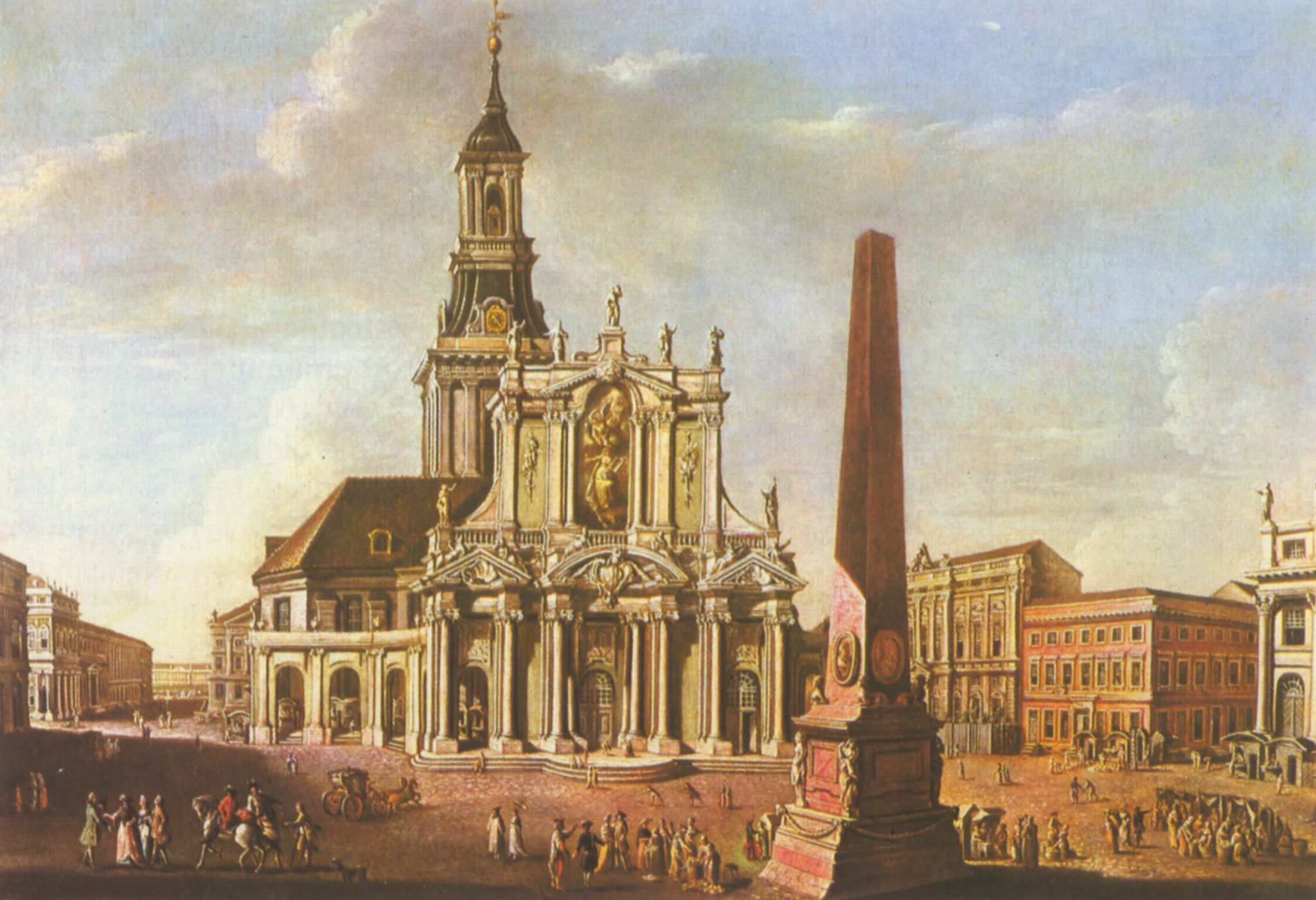
St. Nikolai (Potsdam) mit vorgeblendeter Fassade von Knobelsdorff (1771)
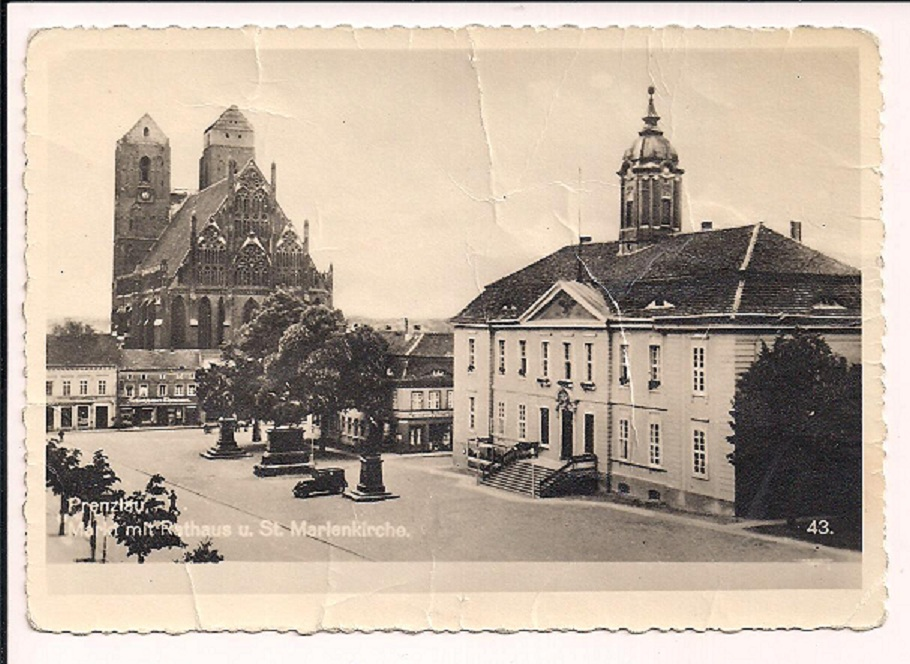
Altes Rathaus Prenzlau
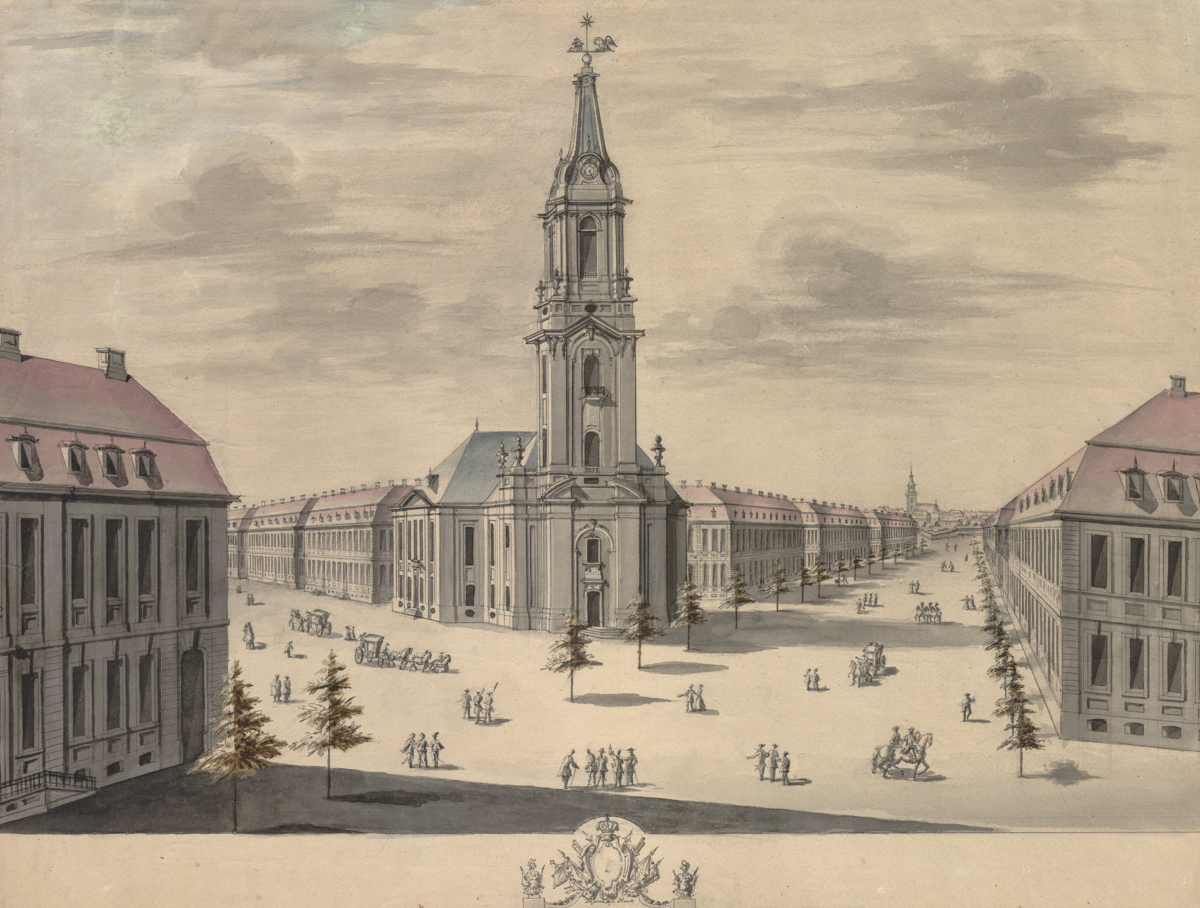
Jerusalemkirche, Berlin (1735)
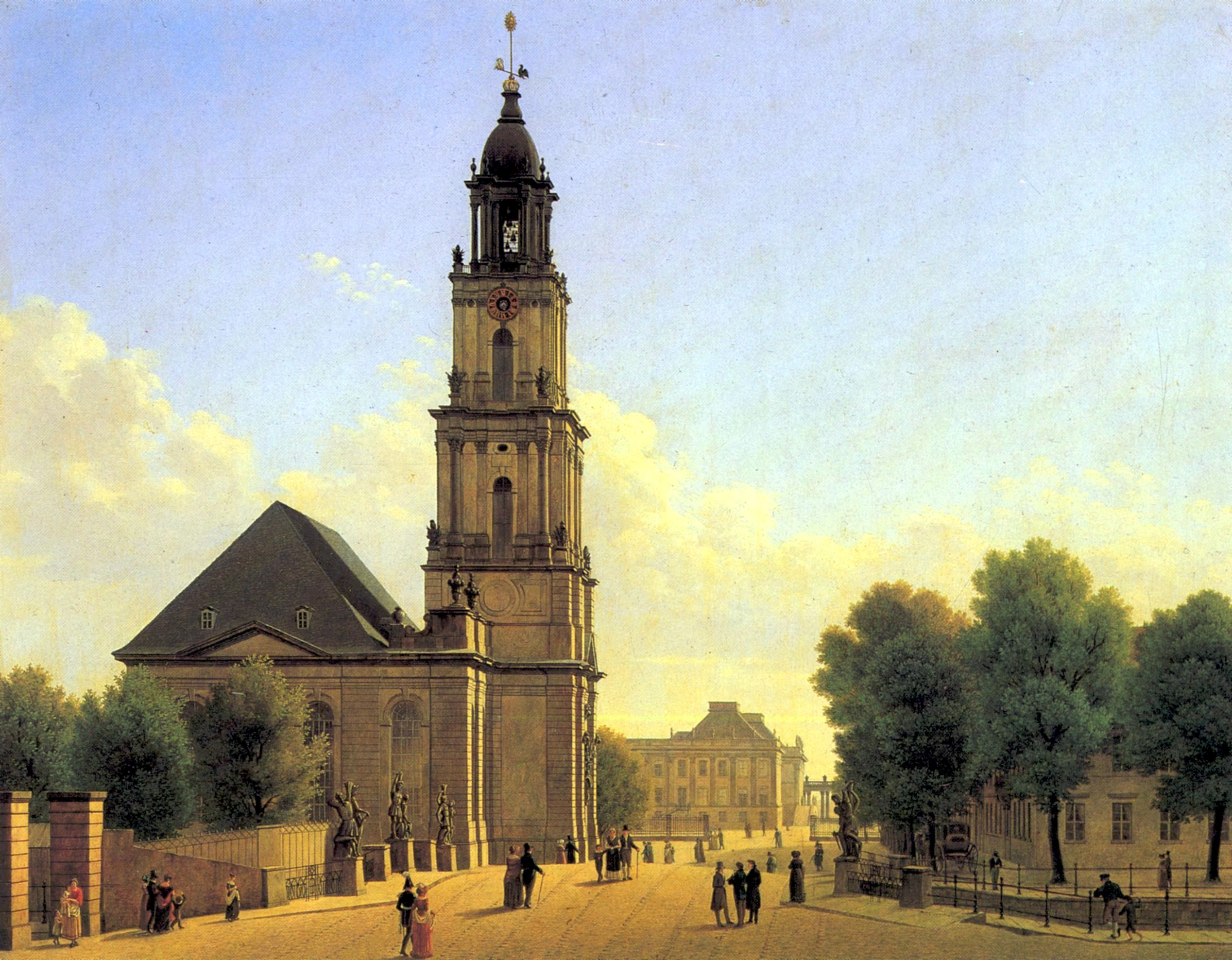
Garnisonkirche, Potsdam
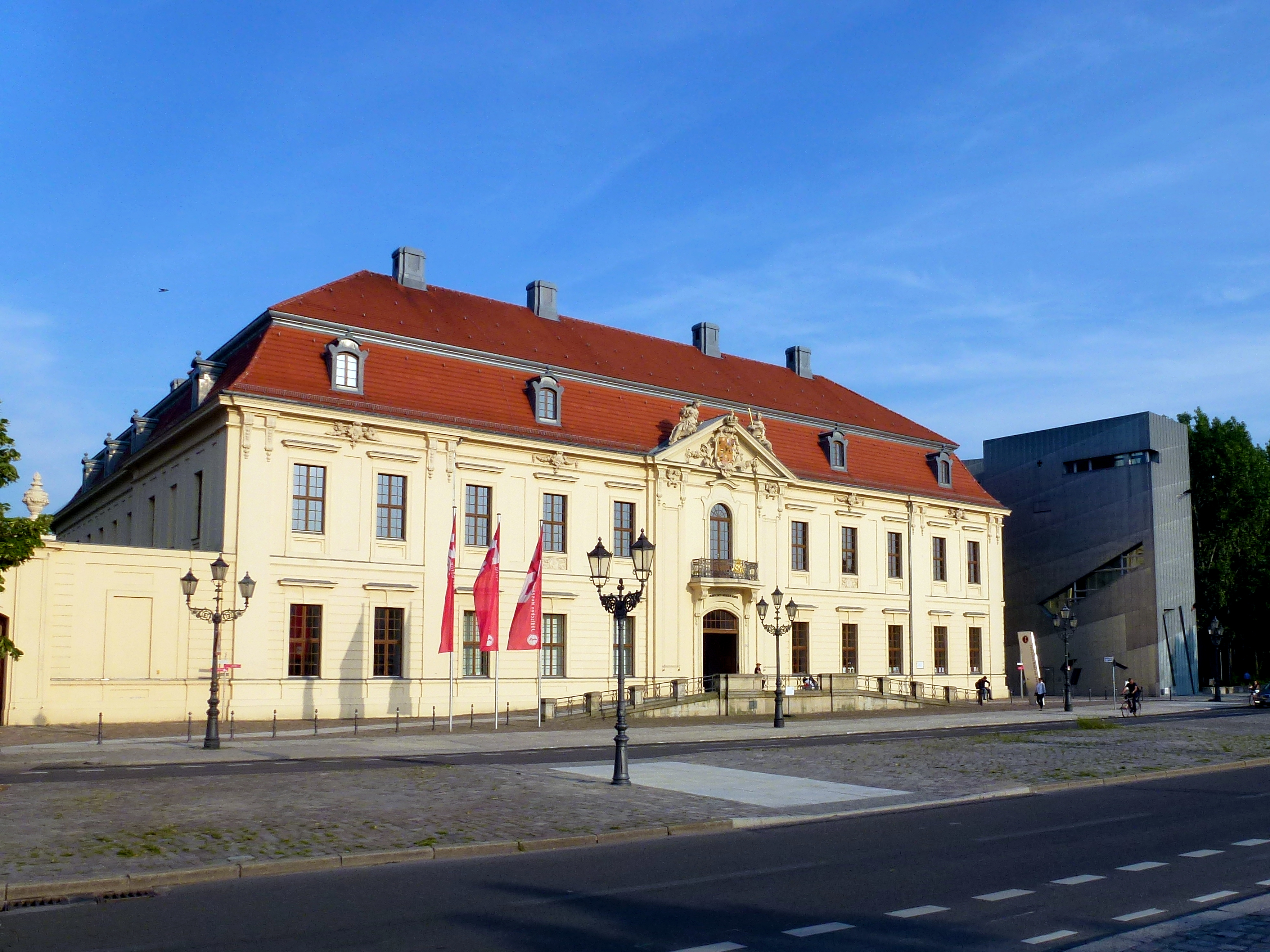
Kollegienhaus, Berlin
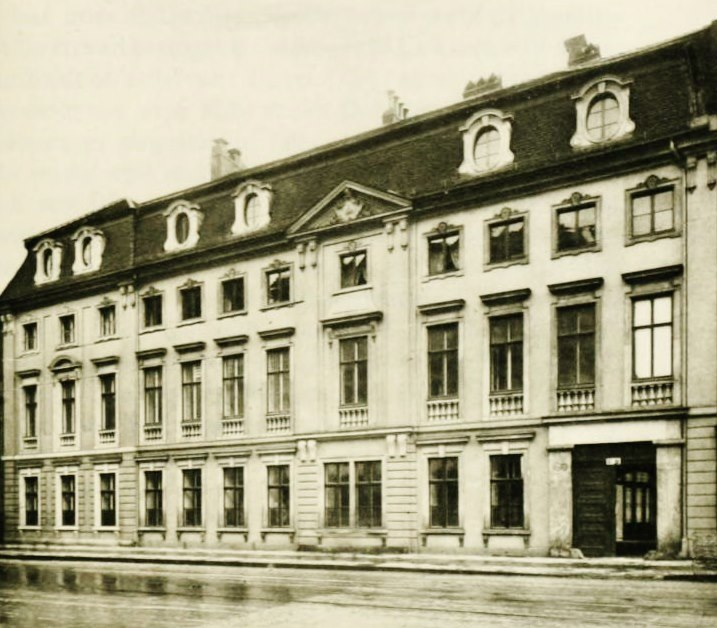
Geschäftshaus Splitgerber, Gertraudenstraße
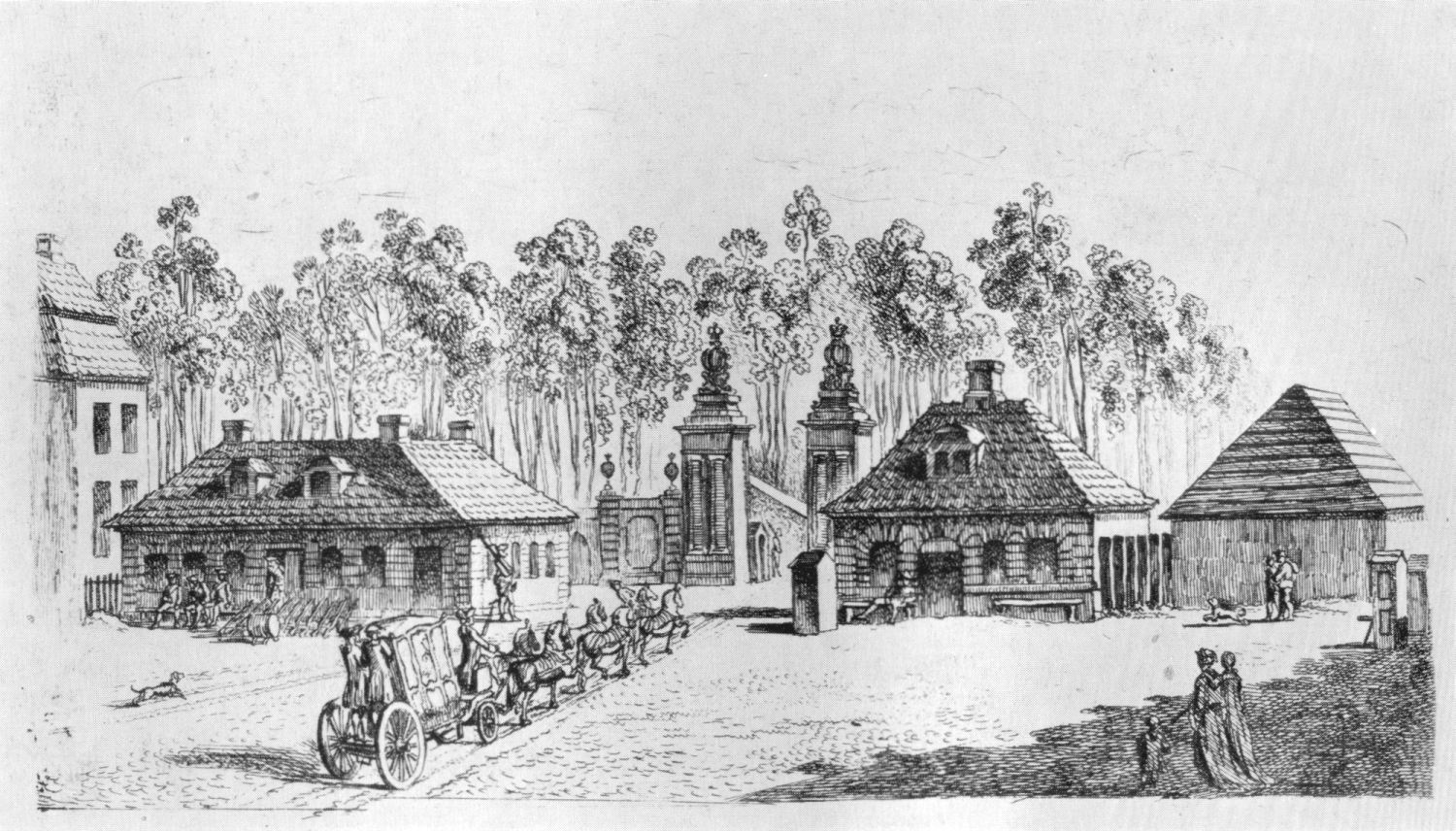
Brandenburger Tor, Berlin, von 1734
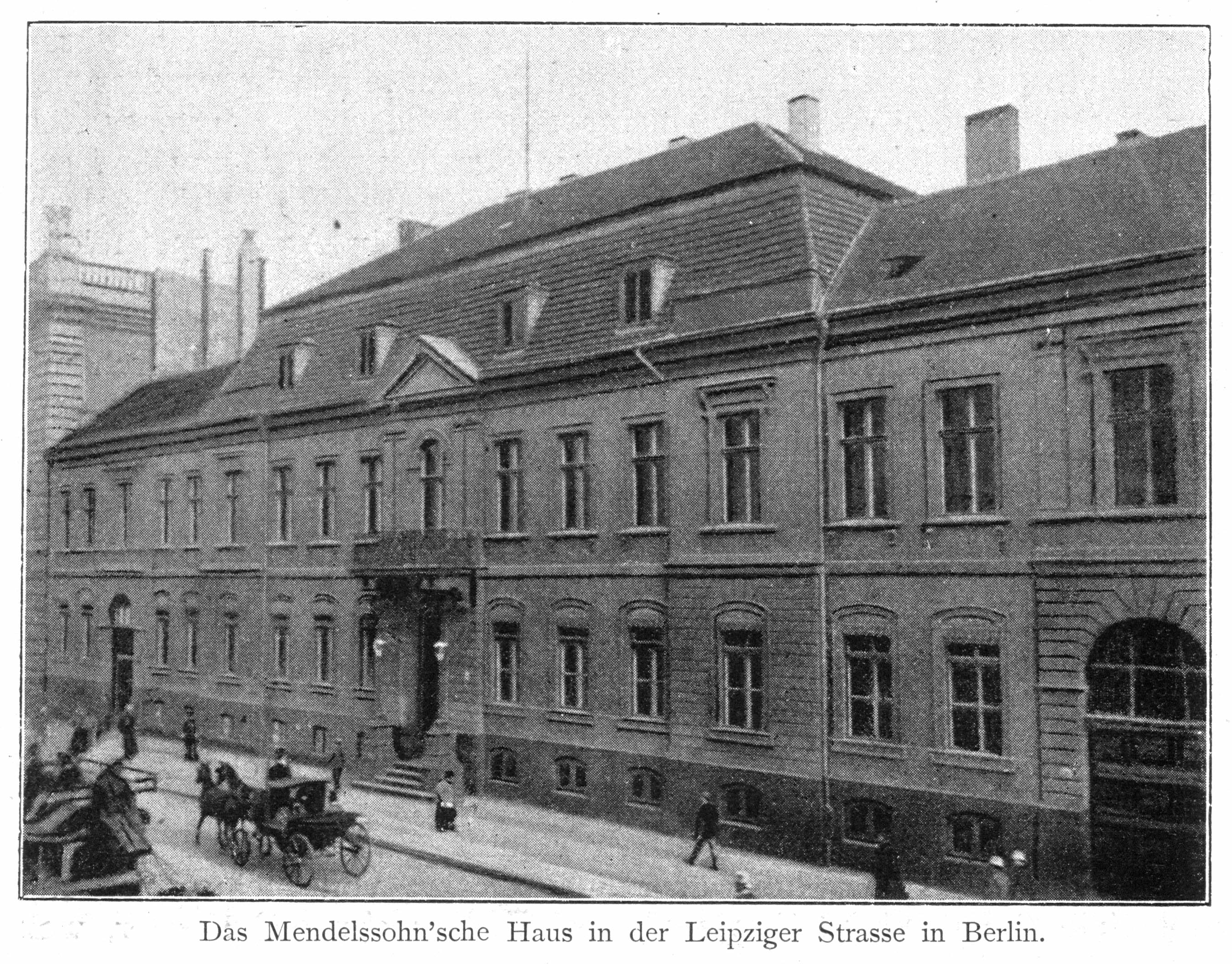
Palais Groeben, Berlin